# Високочел кит
Високочелият кит (Hyperoodon ampullatus) е вид бозайник от семейство Клюномуцунести китове (Ziphiidae).

## Разпространение и местообитание
Разпространен е във Великобритания, Германия, Гренландия, Ирландия, Исландия, Испания, Кабо Верде, Канада, Нидерландия, Норвегия, Португалия, САЩ, Свалбард и Ян Майен, Фарьорските острови, Франция и Швеция.